# Cumulopuntia pyrrhacantha
Cumulopuntia pyrrhacantha là một loài thực vật có hoa trong họ Cactaceae. Loài này được (K.Schum.) F.Ritter mô tả khoa học đầu tiên năm 1981.